# Cantonul Bourbon-l'Archambault
Cantonul Bourbon-l'Archambault este un canton din arondismentul Moulins, departamentul Allier, regiunea Auvergne, Franța.

## Comune
- Bourbon-l'Archambault (reședință)
- Buxières-les-Mines
- Franchesse
- Saint-Aubin-le-Monial
- Saint-Hilaire
- Saint-Plaisir
- Vieure
- Ygrande